# خفي علائي
خُفَّيْ عَلَاء (بالفارسية: خفي علائی) كتاب فارسي في الطب ألَّفه زين الدين الجرجاني (1040-1136) بعد أن كتب أول موسوعة طبية فارسية وهي الذخيرة الخوارزمشاهية ليكون مختصرًا من الذخيرة الخوارزمشاهية فيصبح أسهل للقراءة من كتاب الذخيرة الخوارزمشاهية الأصلي. يعتبر كتاب خُفَّي علائي كتابًا جيبيًّا [الإنجليزية] بحيث يستطيع القارئ أن يحمله بسهولة في الرحلة كدليل للطب الطارئ. يأتي اسم الكتاب لمن أُهدي له، وهو علاء الدين آتسز، الأمير الشاب من سلالة أنوشتكين الخوارزمية (توفي عام 1156)، أما لفظ خُفي فهي لوضع الكتاب في خٌفي الطبيب المسافر.

## المحتويات
كُتب خُفَّي علائي على جزئين حتى يتمكن الأطباء من وضع كل جزء في أحد جيبيهما أو خٌفيهما أثناء سفرهما على ظهر حصانها، بدلًا من صنع كتاب واحد لا يدخل في الجيب أو الخف. لذلك، يعد هذا الكتاب نموذجًا أوليًا لما يسمى اليوم بالكتاب الجيبي. الجزء الأول يحتوي على مقالين: الأول يحتوي على ستة عشر فصلًا، والثاني سبعة فصول. الجزء الثاني يحتوي على سبعة مقالات و23 فصلًا ويتحدث عن أسباب الأمراض وعلاجها وكذلك النظافة الشخصية.
أعلن زين الدين الجرجاني في مقدمة هذا الكتاب أن محتوياته سوف تتضمن مواضيع الطوارئ العملية الأساسية. كتب زين الدين الجرجاني أن المعرفة الطبية يمكن تقسيمها إلى قسمين: المعرفة النظرية والمعرفة العملية.
وتنقسم المعرفة العملية إلى فروع أخرى، لكن الأكثر أهمية هو النظافة الشخصية. وكتب زين الدين الجرجانيأن هناك مهمة أخرى طارئة للطبيب وهي التنبؤ بالمرض وتحديده (التشخيص) من خلال دلالات، وتشخيص حالة المريض ومسار المرض ومتوسط العمر المتوقع للمريض. وكتب زين الدين الجرجاني أن العلم النظري يجب أن يكون مبنيًّا على الأدلة ويساعد على التمييز بين الطبيعي وغير الطبيعي للمريض. وأيضًا إذا كان شخص ما مريضًا فإن واجب الطبيب هو البدء بالإجراءات الطبية لعلاج المريض من خلال: وصف التوجيهات وتنظيم التغذية حتى الشفاء التام..

## دراسة لغوية
وباعتباره كتابًا علميًا طبيًا فارسيًا شائع الاستخدام في عصره، فإن النص يتمتع أيضًا بخصائص اجتماعية لغوية جذابة للباحثين اللغويين. على سبيل المثال، في الكتاب في حالة المريض الذي يعاني من حمى خفيفة ورد: «لتخليص المريض من الحرارة، يجب تبريد المنزل ويجب على المريض ارتداء ملابس تسمح للهواء البارد بالوصول إلى رئتيه، وليس الوصول إلى جسمه». كلمة المنزل والمريض كلاهما بصيغة المجهول، ولكن الهواء البارد فعال ويمكن أن يصل إلى رئتيه. ومن وجهة نظر الباحث اللغوي فإن الجملة المذكورة أعلاه تعكس رؤية الكاتب وتبين كيف يُجسَّد [الإنجليزية] المريض. إن كلام المنزل والملابس المناسبة للمريضة هي انعكاس للحالة الاجتماعية والاقتصادية للمريضة. والواقع أن الاسم الصحيح لهذا الكتاب هو "خُفّي علائي" لأن كلمة خُف في اللغة العربية تعني الحذاء، وخُفي تعني متعلق بالحذاء. وكما ذكرنا آنفًا، كان الأطباء وغيرهم من القراء يضعون الكتب في أحذيتهم أثناء السفر حتى تكون الكتب قريبة من أيديهم (مثل كتب الجيب في عصرنا).

## اليوم الحاضر
وقد قام الأستاذ محمود نجم آبادي بالتعاون مع الدكتور علي أكبر ولايتي بتحرير هذا الكتاب وإضافة الشروحات والتعليقات عليه تمهيداً للنشر.